# Feketebátor község
Feketebátor község (románul: Comuna Batăr) község Bihar megyében, Romániában. Központja Feketebátor, beosztott falvai Feketetót, Talpas, Árpád.

## Népessége
A 2011-es népszámlálás adatai alapján a község népessége 4920 fő volt.